# Sonja Leidemann

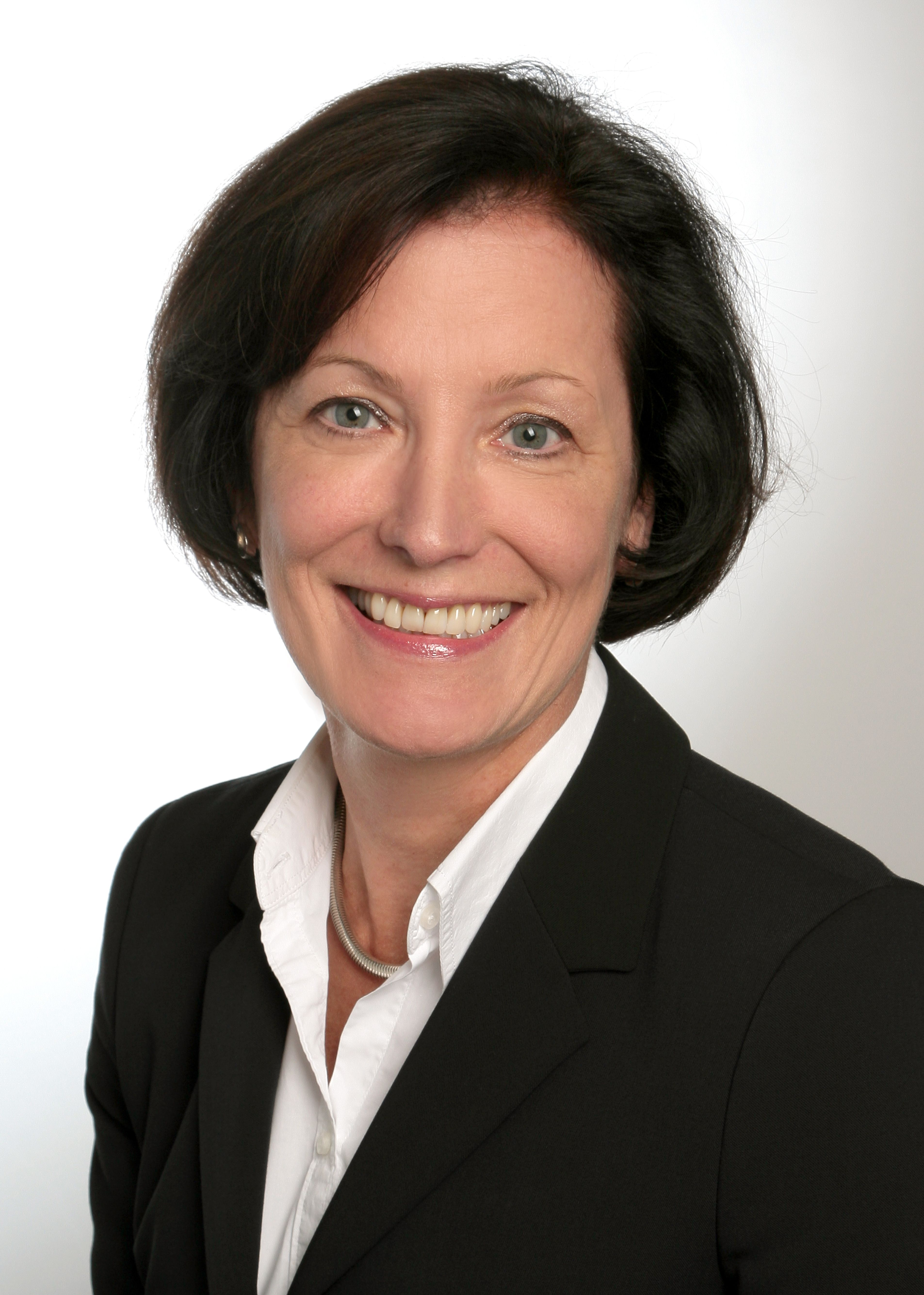
Sonja Leidemann

Sonja Leidemann (* 16. April 1960 in Winz-Niederwenigern, heute Hattingen) ist eine ehemalige deutsche Kommunalpolitikerin (SPD). Sie war von 2004 bis 2020 Bürgermeisterin der Stadt Witten; in der Stichwahl vom 27. September 2020 unterlag sie Lars König (CDU).

## Leben
Sonja Leidemann ging auf die Luisenschule Essen und studierte danach Geschichtswissenschaft und politische Wissenschaften an der Ruhr-Universität Bochum. Später absolvierte sie in Dortmund ein berufsbegleitendes Studium im Graduierten-Studiengang Organisationspsychologie. Sie ist verheiratet und hat zwei Kinder.

## Politik
Seit 1986 ist Leidemann Parteimitglied der SPD. Von 1998 bis 2004 hatte sie die Leitung der VHS Witten/Wetter/Herdecke inne. Von den Kommunalwahlen 2004 bis Oktober 2020 war sie Bürgermeisterin der Stadt Witten.
Im April 2022 wurde Sonja Leidemann als Mitglied der SPD-Fraktion in die Verbandsversammlung des RVR gewählt.
Kurz nach der verlorenen Bürgermeisterwahl 2020 wurde sie Geschäftsführerin der neu gegründeten SoLei Unternehmens- und Kommunalberatung GmbH. SoLei ist ein aus ihrem Namen gebildetes Akronym.
Im Mai 2023 wurde Sonja Leidemann zudem in den Vorstand der Werner Richard - Dr. Carl Dörken Stiftung berufen.

## Bürgermeisterwahl 2015 und Parteiausschlussverfahren
Zur Bürgermeisterwahl am 13. September 2015 kandidierte Leidemann als Einzelbewerberin, nachdem die SPD nicht sie, sondern den ersten Beigeordneten Frank Schweppe als Kandidaten aufgestellt hatte. Als Reaktion auf ihre Kandidatur gegen den von der eigenen Partei aufgestellten Kandidaten beantragte der SPD-Ortsverein Witten-Heven ihren Parteiausschluss wegen parteischädigenden Verhaltens. Diesem Antrag wurde vom Schiedsgericht des SPD-Unterbezirks Ennepe-Ruhr-Kreis stattgegeben.
Gegen ihren Parteiausschluss legte Leidemann mehrfach Berufung ein. Die Bundes-Schiedskommission hob die Entscheidungen der Vorinstanzen auf, nachdem Leidemann die Bürgermeisterwahl gewonnen hatte.